# DIN VDE 0405
DIN VDE 0405 bezeichnet DIN-Normen für beweissichere Messgeräte zur Atemalkoholbestimmung aus der Liste der DIN-VDE-Normen.
Diese Messgeräte werden überwiegend zur quantitativen Beurteilung des Alkoholisierungsgrades von Personen bei polizeilichen Verkehrskontrollen eingesetzt. Dabei kann die Atemalkoholkonzentration eines Fahrers direkt vor Ort oder nachträglich auf einer Polizeistation zeitnah zur Beweissicherung festgestellt werden.

## Normenreihe DIN VDE 0405
Die Reihe der Normen DIN VDE 0405 „Ermittlung der Atemalkoholkonzentration“ wird seit Beginn der 1990er Jahre vom Komitee UK 966.2 „Atemalkohol-Messung“ in der Deutsche Kommission Elektrotechnik Elektronik Informationstechnik (DKE) erstellt (ursprüngliche Benennung des Komitees ist AK 966.0.10 „Atemalkohol-Messgeräte“). Die Mitglieder vertreten die Physikalisch-Technische Bundesanstalt mit ihren Prüflaboratorien, die Polizeibehörden der deutschen Bundesländer, die Deutsche Hochschule der Polizei, die Eichbehörden der deutschen Bundesländer, sind öffentlich bestellter und vereidigter Sachverständiger für die Technik der Atemalkoholanalyse, Fachexperten für Atemalkoholmessung, sowie Vertreter der Hersteller von Atemalkohol-Messgeräten. Das Komitee hat zunächst unter dem Vorsitz von Günter Schoknecht, später von Andreas Slemeyer die Normenreihe DIN VDE 0405 erarbeitet, deren Erfüllung durch die Messgeräte inzwischen als Voraussetzung für die Bauartzulassung durch die Physikalisch-Technische Bundesanstalt anerkannt ist.
Die Reihe DIN VDE 0405 legt die Prüfverfahren und wesentlichen gerätetechnischen Anforderungen an das Betriebsverhalten beweissicherer Messgeräte zur Atemalkoholbestimmung fest. Ferner enthält sie auch verfahrenstechnische Festlegungen nach dem Gutachten des Bundesgesundheitsamtes über die Beweissicherheit der Atemalkoholanalyse (1992). Die Normen der Reihe DIN VDE 0405 enthalten Festlegungen über die Messgröße der Atemalkoholkonzentration, jedoch keine Angaben über Grenzwerte für gesetzliche Regelungen, Rechtsprechung und Verwaltungsvorschriften.
Die Normen der Reihe DIN VDE 0405 gelten nicht für Vortestgeräte zur Bestimmung der Atemalkoholkonzentration (siehe Europäische Norm EN 15964), Atemalkoholtestgeräte für den allgemeinen Gebrauch (siehe Europäische Norm EN 16280) und für Alkohol-Interlocks (siehe Serie der Europäischen Normen EN 50436).
Die Normen können über den VDE-Verlag oder den Beuth Verlag käuflich erworben werden.

## DIN VDE 0405-1
1. Ausgabe „DIN VDE 0405-1: Ermittlung der Atemalkoholkonzentration – Teil 1: Begriffe“
2. Ausgabe „DIN VDE 0405-1: Ermittlung der Atemalkoholkonzentration – Teil 1: Anforderungen an beweissichere Atemalkohol-Messgeräte“
- 1. Ausgabe: Dezember 1995
- 2. Ausgabe: Januar 2017

Die 1. Ausgabe dieser Norm definierte wichtige Begriffe für die Atemalkoholmessung, ihre Anwendung und die forensische Bewertung ihrer Messergebnisse.
Die 2. Ausgabe der DIN VDE 0405-1 wurde zusammen mit den Teilen 2 und 3 vollständig überarbeitet und fasst die Teile 1 bis 3 der vorherigen Ausgaben der Reihe DIN VDE 0405 nun in einer Norm zusammen.
Die in dieser Norm getroffenen Festlegungen für Messgeräte sollen vorwiegend den Zweck erfüllen, die Durchführung beweissicherer Atemalkoholmessungen bei amtlichen Überwachungsaufgaben zu regeln. Diese Norm behandelt für beweissichere Atemalkohol-Messgeräte alle wesentlichen Anforderungen an Messgeräte, wie sie in Deutschland in § 7 Absatz 1 Satz 3 des Mess- und Eichgesetzes (MessEG) in Zusammenhang mit Anlage 2 der Mess- und Eichverordnung (MessEV) festgelegt sind. Deshalb wurde in der Norm ein Anhang hinzugefügt, der eine Gegenüberstellung der Anforderungen an Messgeräte entsprechend der Mess- und Eichverordnung und den Anforderungen der DIN VDE 0405-1 enthält.
Die wesentlichen in der 2. Ausgabe der Norm beschriebenen sehr umfangreichen Prüfungen und Anforderungen umfassen:
- Messsystem und dessen Komponenten,
- Messbereich für die Atemalkoholkonzentration,
- Mundstück,
- Gasführungssystem,
- Messablauf,
- Bildung des endgültigen Messergebnisses,
- Messprotokoll,
- Prüfverfahren,
- Messgenauigkeit der Alkohol-Konzentration,
- Messung der Atemlufttemperatur,
- Messung des Ausatemvolumens,
- Anforderungen an die Abgabe der Atemprobe (Konzentrationswerte, Atemvolumen, Atemtemperatur, Ausatemdauer),
- Mundrestalkoholerkennung,
- Einfluss anderer ausgeatmeter Gase als Alkohol (analytische Spezifität),
- Umweltprüfungen mit verschiedenen Umgebungsbedingungen,
- Haltbarkeitsprüfungen mit Schwingen und Stoßen,
- Driftverhalten,
- elektrische Prüfungen,
- elektromagnetische Verträglichkeit und elektrische Störungen,
- Software und Schnittstellen,
- Inhalt der Gebrauchsanleitung,
- Prüfbericht.

Diese Norm richtet sich mit ihren technischen Details hauptsächlich an Prüflaboratorien und Hersteller von Atemalkohol-Messgeräten. Sie legt Anforderungen und Prüfverfahren für die Typprüfung fest.

## DIN VDE 0405-2
„DIN VDE 0405-2: Ermittlung der Atemalkoholkonzentration – Teil 2: Anforderungen an beweissichere Atemalkohol-Messgeräte“
- 1. Ausgabe: Dezember 1995
- 2. Ausgabe: Januar 2005
- wurde ersetzt durch die 2. Ausgabe der DIN VDE 0405-1

Diese Norm legte Prüfverfahren und Anforderungen an das Betriebsverhalten für beweissichere Messgeräte für die Bestimmung der Atemalkoholkonzentration und an ihre Bauart fest. Diese Norm richtete sich mit ihren technischen Details hauptsächlich an Prüflaboratorien und Hersteller von Atemalkohol-Messgeräten. Sie legte Anforderungen und Prüfverfahren für die Typprüfung fest.
Die wesentlichen in dieser Norm beschriebenen sehr umfangreichen Prüfungen und Anforderungen umfassten:
- Messsystem und dessen Komponenten,
- Messgenauigkeit der Alkohol-Konzentration,
- Messung der Atemlufttemperatur,
- Messung des Ausatemvolumens,
- Messbereich,
- Ausgabe des Messergebnisses,
- Umweltprüfungen mit verschiedenen Umgebungstemperaturen und Umgebungsfeuchte,
- Haltbarkeitsprüfungen mit Schwingen und Stoßen,
- Einfluss anderer ausgeatmeter Gase als Alkohol,
- Driftverhalten,
- elektrische Prüfungen zur Versorgungsspannung,
- elektromagnetische Verträglichkeit und elektrische Störungen,
- Inhalt der Gebrauchsanleitung.

Die 2. Ausgabe wurde gegenüber der 1. Ausgabe überarbeitet. Die wesentlichen Unterschiede des Teils 2 im Vergleich zu Teil 1 sind die folgenden:
- die Einzelergebnisse der Messungen müssen mit drei Nachkommastellen angegeben werden,
- die Grenzwerte für die Messabweichungen wurden reduziert und sind unabhängig von den Eichfehlergrenzen festgelegt,
- die technischen Anforderungen wurden an die inzwischen geänderten Grundnormen angepasst.

Die DIN VDE 0405-2 wurde inzwischen in grundlegend überarbeiteter Form in die 2. Ausgabe der DIN VDE 0405-1 integriert und durch diese ersetzt.

## DIN VDE 0405-3
„DIN VDE 0405-3: Ermittlung der Atemalkoholkonzentration – Teil 3: Messverfahren“
- 1. Ausgabe: Dezember 1995
- wurde ersetzt durch 2. Ausgabe der DIN VDE 0405-1

Diese Norm beschrieb in Ergänzung zu den messtechnischen Anforderungen an die Geräte im Teil 2 der Norm die Ablaufmodalitäten bei der Durchführung einer beweissicheren Atemalkoholanalyse. Außerdem wurden Details zur Protokollierung angegeben.
Die wesentlichen in dieser Norm beschriebenen Anforderungen umfassten:
- Unterweisung zur Messung,
- Eingabe der Personendaten,
- Kontrollzeit,
- Mundstück,
- Details des Messzyklus mit Einzelmessungen,
- Anforderungen an die Abgabe der Atemprobe (Konzentrationswerte, Atemvolumen, Atemtemperatur, Ausatemdauer),
- Bildung des endgültigen Messergebnisses,
- Messprotokoll,
- Kontrollmaßnahmen.

Die DIN VDE 0405-3 wurde inzwischen in überarbeiteter Form in die 2. Ausgabe der DIN VDE 0405-1 integriert und durch diese ersetzt.

## DIN VDE 0405-4
„DIN VDE 0405-4: Prüfung von beweissicheren Atemalkohol-Messgeräten mit Prüfgas“
- 1. Ausgabe: September 2000
- 2. Ausgabe: Januar 2005

Diese Norm beschreibt die Prüfung von beweissicheren Atemalkohol-Messgeräten. Sie findet speziell bei regelmäßigen Geräte-Stückprüfungen Anwendung, die der Kontinuität der Beweissicherheit dienen. Die Norm beschreibt Anforderungen an das Prüfgas wie Ethanolkonzentration und Gastemperatur sowie die Durchführung der Prüfungen mit den zugehörigen Fehlergrenzen. Außerdem wird das Schema eines Prüfgasgenerators dargestellt.
In der 2. Ausgabe wurden zur Prüfung der Ethanolmesssysteme die Fehlergrenzen nach DIN VDE 0405-2 festgelegt. Die Eichfehlergrenzen wurden nicht mehr als Bezug verwendet. Außerdem wurde die Adaption des Mundstücks des Messgerätes an den Prüfgasgenerator genauer spezifiziert.